# Paul Cartledge
 (août 2019).
Si vous disposez d'ouvrages ou d'articles de référence ou si vous connaissez des sites web de qualité traitant du thème abordé ici, merci de compléter l'article en donnant les références utiles à sa vérifiabilité et en les liant à la section « Notes et références ».
Paul Cartledge, né le 24 mars 1947 dans le Grand Londres, est un historien britannique, de formation marxiste, spécialiste d'histoire grecque et en particulier de Sparte, domaine dans lequel il est mondialement réputé.

## Biographie
Après des études à St Paul's et à New College (Oxford), il devient Fellow de Clare College (Cambridge) et président de la Faculté des humanités de l'université de Cambridge. En octobre 2008, il est choisi pour occuper la nouvelle chaire « AG Leventis » de culture grecque, la première à être créée en langues, littératures et civilisations anciennes depuis 1945.
En 2002, il reçoit des mains de Costis Stephanopoulos, président de la République grecque, la croix d'or de l'ordre de l'Honneur. Il est également consultant pour les séries télévisées « The Greeks: Crucible of Civilization » (« les Grecs, creuset de la civilisation ») pour la BBC et « The Spartans » (« Spartiates ») pour Channel 4.
Il est vice-président du comité britannique pour la réunification des marbres du Parthénon.

## Ouvrages
(Liste non exhaustive)
- (en) Paul Cartledge, Ancient Greece : A History in Eleven Cities, Oxford University Press, 2009
- (en) Paul Cartledge, Ancient Greek Political Thought in Practice, Cambridge University Press, 2009
- (en) Paul Cartledge, Alexander the Great : the Hunt for a New Past, 2004
- (en) Paul Cartledge, The Spartans : An Epic History, 2003
- (en) Paul Cartledge, Spartan Reflections, University of California Press, 2003
- (en) Paul Cartledge, Sparta and Lakonia : A Regional History 1300-362 BC, Routledge, 2001
- (en) Paul Cartledge et Anthony Spawforth, Hellenistic and Roman Sparta, Routledge, 2001
- (en) Paul Cartledge, Democritus, Routledge, 1999
- (en) Paul Cartledge, Aristophanes And His Theatre of the Absurd, Duckworth, 1999
- (en) Paul Cartledge, Agesilaos and the Crisis of Sparta, The Johns Hopkins University Press, 1987
- Paul Cartledge, Demokratia. Une histoire de la démocratie, Passés composés, 2023[1]